# Tandara Caixeta

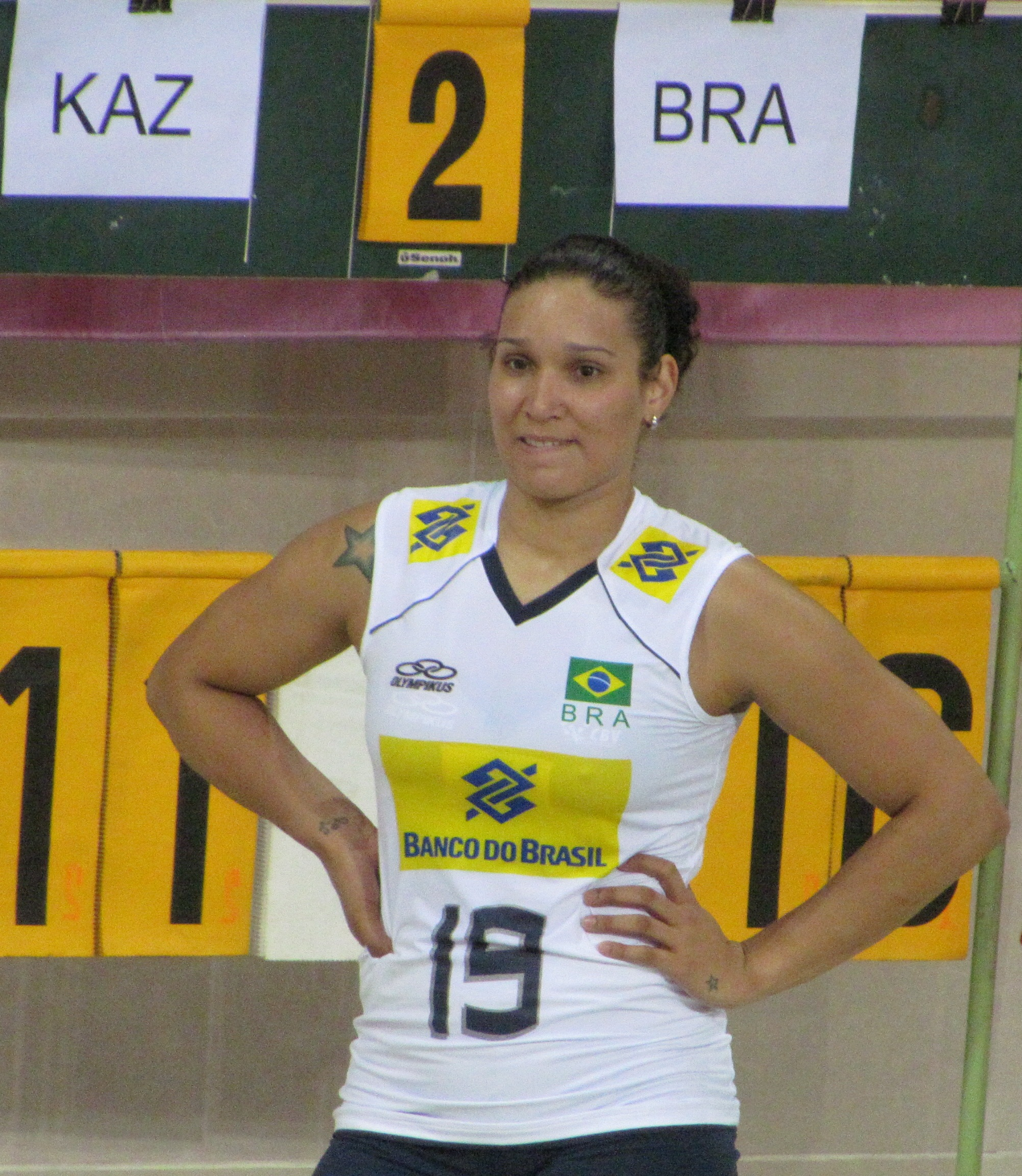
Tandara Caixeta reprezentantką Brazylii w 2011 roku

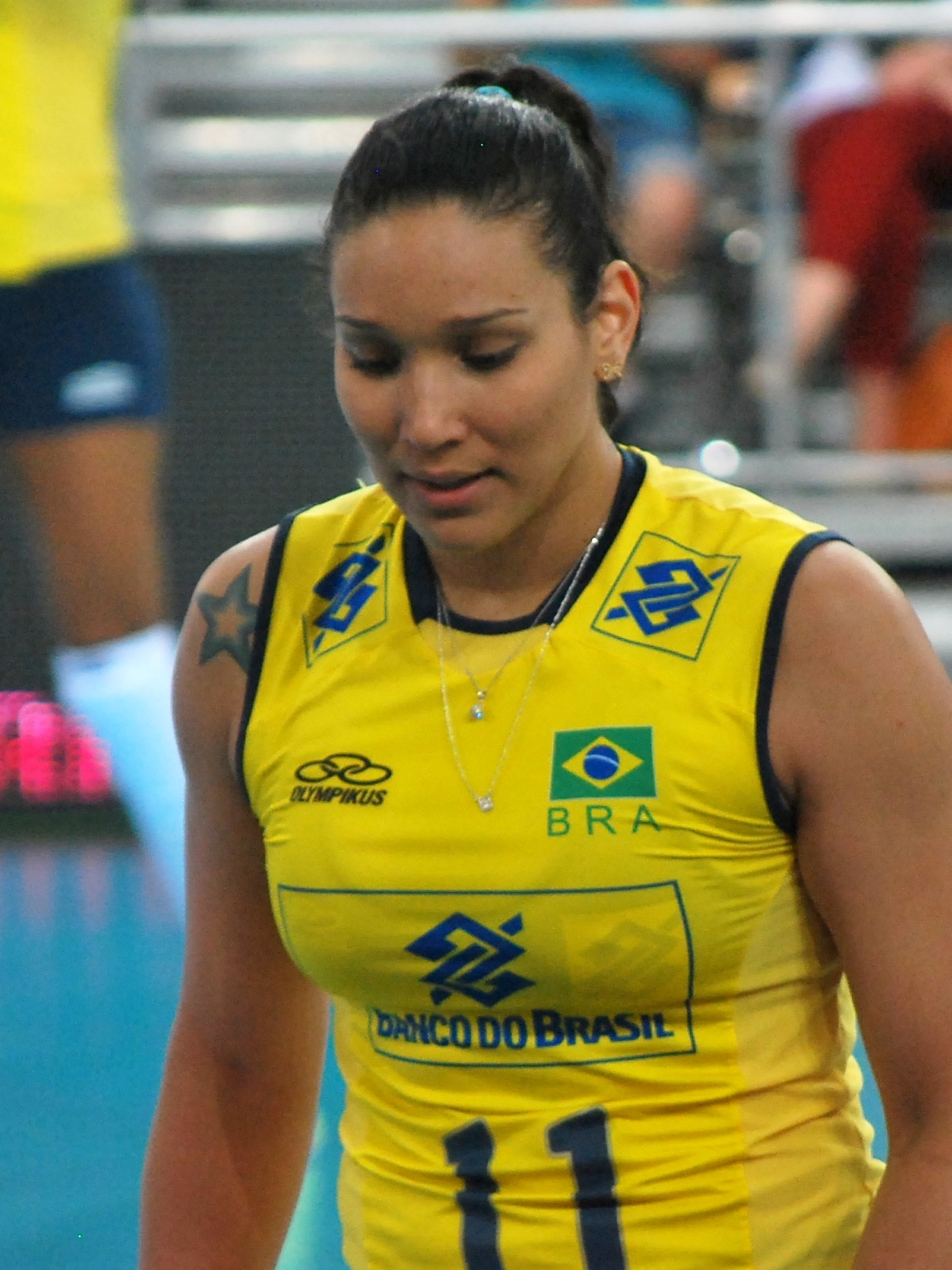
Tandara Caixeta reprezentantką Brazylii w 2012 roku

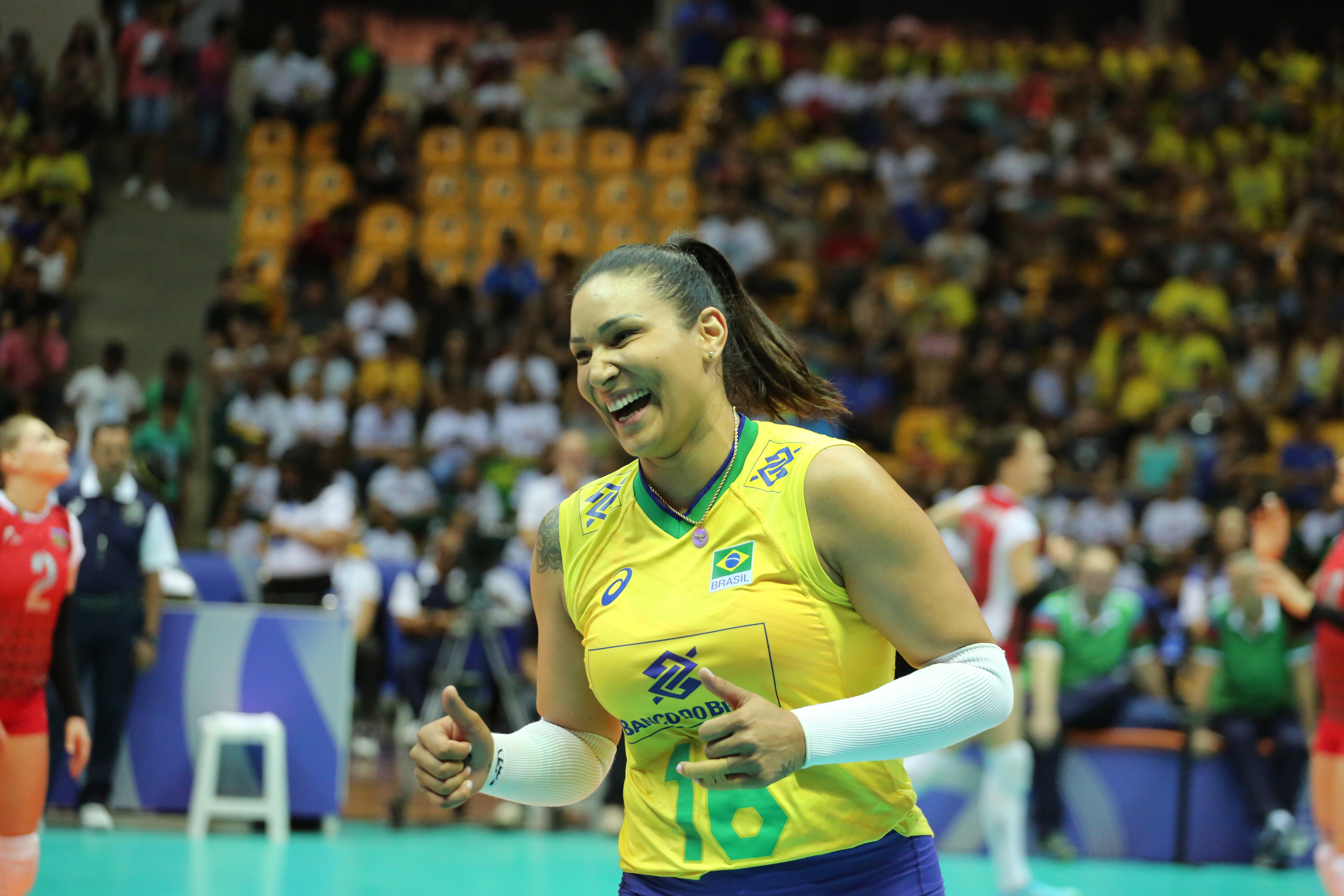
Tandara Caixeta reprezentantką Brazylii w 2019 roku

Tandara Alves Caixeta (ur. 30 października 1988 w Brasílii) – brazylijska siatkarka, reprezentantka kraju, grająca na pozycji atakującej.
14 września 2015 roku urodziła córkę o imieniu Maria Clara.

## Kariera klubowa
| Lata      | Klub                       |
| 2005–2007 | Brasil EC                  |
| 2007–2008 | Sollys/Osasco              |
| 2008–2009 | Esporte Clube Pinheiros    |
| 2009–2010 | AD Brusque                 |
| 2010–2011 | Vôlei Futuro               |
| 2011–2012 | Sollys/Nestlé Osasco       |
| 2012–2013 | SESI São Paulo             |
| 2013–2014 | Amil Campinas              |
| 2014–2015 | Dentil/Praia Clube         |
| 2015–2016 | Camponesa/Minas            |
| 2016–2018 | Vôlei Nestlé Osasco        |
| 2018–2019 | Guangdong Evergrande       |
| 2019–2020 | SESC-Rio de Janeiro        |
| 2020–2021 | Osasco/São Cristóvão Saúde |

## Sukcesy klubowe
Mistrzostwo Brazylii:
- 2012
- 2008, 2017
- 2011, 2016, 2021

Klubowe Mistrzostwa Ameryki Południowej:
- 2012

Puchar Brazylii:
- 2018, 2020

## Sukcesy reprezentacyjne
Mistrzostwa Świata Kadetek:
- 2005

Mistrzostwa Świata Juniorek:
- 2007

Puchar Panamerykański:
- 2007

Igrzyska Panamerykańskie:
- 2011

Grand Prix:
- 2014, 2016, 2017
- 2011

Mistrzostwa Ameryki Południowej:
- 2011, 2017

Igrzyska Olimpijskie:
- 2012

Volley Masters Montreux:
- 2013, 2017

Puchar Wielkich Mistrzyń:
- 2013
- 2017

Mistrzostwa Świata:
- 2014

Liga Narodów:
- 2021

## Nagrody indywidualne
- 2017: MVP Mistrzostw Ameryki Południowej
- 2017: Najlepsza atakująca Pucharu Wielkich Mistrzyń
- 2018: MVP i najlepsza atakująca brazylijskiej Superligi w sezonie 2017/2018
- 2018: Najlepsza atakująca Ligi Narodów
- 2021: Najlepsza atakująca Ligi Narodów